# كوبربيلت (محافظة)
محافظة كوبربيلت هي إحدى محافظات زامبيا عاصمتها ندولا وتنقسم إلى 10 مناطق. وهي تغطي منطقة حزام النحاس الغنية بالمعادن، وكذلك مناطق الزراعة والغابات إلى الجنوب. كانت العمود الفقري للاقتصاد الروديسي الشمالي خلال الحكم الاستعماري البريطاني وعلقت عليها الآمال في فترة ما بعد الاستقلال مباشرة، ولكن اقتصادها تضرر بشدة بسبب انهيار أسعار النحاس العالمية في عام 1973. المقاطعة المجاورة لها هي مقاطعة كاتانغا في جمهورية الكونغو الديموقراطية، وهي غنية بالمعادن أيضا.

## المناخ
يظهر الجدول التالي التغييرات المناخية على مدار السنة لكوبربيلت:
| البيانات المناخية لـكوبربيلت | البيانات المناخية لـكوبربيلت | البيانات المناخية لـكوبربيلت | البيانات المناخية لـكوبربيلت | البيانات المناخية لـكوبربيلت | البيانات المناخية لـكوبربيلت | البيانات المناخية لـكوبربيلت | البيانات المناخية لـكوبربيلت | البيانات المناخية لـكوبربيلت | البيانات المناخية لـكوبربيلت | البيانات المناخية لـكوبربيلت | البيانات المناخية لـكوبربيلت | البيانات المناخية لـكوبربيلت | البيانات المناخية لـكوبربيلت |
| الشهر | يناير                        | فبراير                       | مارس                         | أبريل                        | مايو                         | يونيو                        | يوليو                        | أغسطس                        | سبتمبر                       | أكتوبر                       | نوفمبر                       | ديسمبر                       | المعدل السنوي                |
| --- | ---------------------------- | ---------------------------- | ---------------------------- | ---------------------------- | ---------------------------- | ---------------------------- | ---------------------------- | ---------------------------- | ---------------------------- | ---------------------------- | ---------------------------- | ---------------------------- | ---------------------------- |
| الدرجة القصوى °م (°ف) | 26.6 (79.9)                  | 26.9 (80.4)                  | 27.4 (81.3)                  | 27.5 (81.5)                  | 26.6 (79.9)                  | 25.1 (77.2)                  | 25.2 (77.4)                  | 27.5 (81.5)                  | 30.5 (86.9)                  | 31.5 (88.7)                  | 29.4 (84.9)                  | 27 (81)                      | 31.5 (88.7)                  |
| متوسط درجة الحرارة الكبرى °م (°ف) | 20.8 (69.4)                  | 20.8 (69.4)                  | 21 (70)                      | 20.5 (68.9)                  | 18.6 (65.5)                  | 16.5 (61.7)                  | 16.7 (62.1)                  | 19.2 (66.6)                  | 22.5 (72.5)                  | 23.7 (74.7)                  | 22.5 (72.5)                  | 21 (70)                      | 23.7 (74.7)                  |
| متوسط درجة الحرارة الصغرى °م (°ف) | 17.1 (62.8)                  | 17.1 (62.8)                  | 16.5 (61.7)                  | 14.4 (57.9)                  | 10.8 (51.4)                  | 7.9 (46.2)                   | 7.8 (46.0)                   | 10.2 (50.4)                  | 13.6 (56.5)                  | 16.2 (61.2)                  | 17.1 (62.8)                  | 17.2 (63.0)                  | 7.8 (46.0)                   |
| الهطول مم (إنش) | 23 (0.9)                     | 20 (0.8)                     | 17 (0.7)                     | 6 (0.2)                      | 1 (0.0)                      | 0 (0)                        | 0 (0)                        | 0 (0)                        | 0 (0)                        | 4 (0.2)                      | 14 (0.6)                     | 23 (0.9)                     | 108 (4.3)                    |
| المصدر: <ref>"Weather statistics for Copperbelt (Zambia)". كوبربيلت: Norwegian Meteorological Institute and Norwegian Broadcasting Corporation. October 2016. مؤرشف من الأصل في 2020-02-16. اطلع عليه بتاريخ 20 October 2016. {{استشهاد ويب}}: تحقق من التاريخ في: \|سنة= لا يطابق \|تاريخ= (مساعدة) والوسيط غير المعروف \|width= تم تجاهله (مساعدة) |                              |                              |                              |                              |                              |                              |                              |                              |                              |                              |                              |                              |                              |